# Tony Pérez
Atanasio Pérez Rigal, más conocido como Tony Pérez o Tany Pérez (Ciego de Ávila, Cuba, 14 de mayo de 1942), es un beisbolista miembro del Salón de la Fama que fue figura relevante de los Cincinnati Reds. También es conocido con los sobrenombres de "Big Dog" y "Doggie".

## Carrera
Nombrado jugador más valioso en la Liga Costa del Pacífico en 1964, cuando jugaba para los San Diego Padres. Pérez bateó para .309 con 34 Home runs  y 107 RBI. Su actuación le valió una promoción a los Reds al final de la temporada 1964. [1] 
Después de jugar tercera base en la primera parte de su carrera con los Cincinnati Reds, desde 1972 en adelante él fue el titular de la primera base. Hasta su cambio en diciembre de 1976, Pérez fue un miembro clave de la llamada Gran Maquinaria Roja ("Cincinnati's Big Red Machine"). Aparte de sus años con los Reds (1964-1976, 1984-1986), también jugó para los Expos de Montreal (1977-1979), Boston Red Sox (1980-1982) y los Philadelphia Phillies (1983). 
Pérez fue uno de los principales líderes en RBI de su generación, empujando 100 o más carreras siete veces en sus 23 años de larga carrera. En un período de once años de 1967 a 1977, Pérez logró 90 o más carreras por año, con un máximo de 129 carreras impulsadas en 1970. Durante la década de los años 1970, Pérez fue el segundo lugar en todas las grandes ligas en impulsadas, con 954, por detrás de su compañero Johnny Bench. 
La campaña de 1970 fue su mejor año estadísticamente: además de sus 129 carreras impulsadas, Pérez bateó .317, con 40 cuadrangulares y anotó 107 carreras. Llegó en tercer lugar en la votación al jugador más valioso detrás de Billy Williams y el ganador Johnny Bench, compañero de equipo en los Cincinnati Reds, que tuvo una de las mejores temporadas ofensivas en la historia de los receptores de ese año (.293/45/148), además de ganar un Guante de Oro. 
A partir de 1970, los Reds fueron a la Serie Mundial cuatro veces en siete años, ganando las series mundiales en 1975 y 1976, con Pérez como titular del equipo. Partió después de 1976 (luego de barrer las series de campeonato de la Liga Nacional y la Serie Mundial, a los Phillies y Yankees respectivamente) para Montreal, y la Big Red Machine -considerado uno de los más grandes equipos béisbol de todos los tiempos- se separó. Luego de la salida de Pérez, Cincinnati no volvió a llegar a la serie, llegando a los playoffs, una vez más en 1979. 
A la edad de 38, en 1980, tuvo una muy buena primera temporada con los Red Sox en la que terminó en el top 10 en la Liga Americana en bases por bola alcanzadas (11), Home run (25) y carreras impulsadas (105), y ganó el Premio Memorial de Lou Gehrig. Lamentablemente, en la misma temporada también figuró entre los 10 primeros en ponchados y llideró a todos los bateadores de la Liga Americana en batazos para 25 doble play, esta última estadística ilustra la disminución de su capacidad para impulsar carreras. Siendo aún un bateador temido sobre la base de su reputación, Pérez también fue un jugador de reserva en el 1983 del Campeón de la Liga Nacional, Phillies, y bateó .242 en su quinta aparición en la Serie Mundial. 
Tony Pérez fue siete veces elegido al Juego de Estrellas y fue votado Jugador más Valioso de este evento en 1967. El partido, jugado el 11 de julio de 1967, en el Anaheim Stadium, fue a 15 innings y figura como el más largo Juego de las Estrellas en la historia. Fue el jonrón de Pérez contra el también futuro Salón de la Fama, Catfish Hunter, que dio a la Liga Nacional la victoria. 
En 1970, Pérez golpeó el primer home run en el Three Rivers Stadium de Pittsburgh.
Después de retirarse como jugador activo, Pérez fue mánager de los Reds y los Florida Marlins. En la actualidad ostenta el cargo deAasistente especial del director general con los Marlins.

## Logros
Terminó su carrera con un promedio de bateo de .279, 379 home runs, 1652 RBI y 1272 carreras anotadas.
Tony Pérez fue inducido en el Salón de la Fama de los Cincinnati Reds en 1998 y en 2000, fue elegido para el Salón de la Fama del Béisbol. Obtuvo el honor al alcanzar 385 sobre un total de 499 votos (77,15%), algo más de las tres cuartas partes mínimas necesarias para la inducción.
En un artículo en 1976 en la revista Esquire, el cronista deportivo Harry Stein publicó "All Time All-Star Argument Starter," que consta de cinco equipos de béisbol étnicos. Pérez, un cubano, fue el tercera base del equipo latinoamericano de Stein.